# Turkmenistán na Letních olympijských hrách 2000
Turkmenistán na Letních olympijských hrách 2000 v Sydney reprezentovalo 8 sportovců z toho 4 muži a 4 ženy. Reprezentanti nevybojovali žádnou medaili.